# 韋佩圖切區
韋佩圖切區（西班牙語：Distrito de Huepetuhe），是秘魯的一個區，位於該國東南部馬德雷德迪奧斯大區的馬努省，始建於2000年6月9日，面積1,478.42平方公里，海拔高度400米，2005年人口8,130，人口密度每平方公里5.5人。